# Ángel Sertucha
Ángel Sertucha Ereñozaga (Gatica, Vizcaya, 27 de enero de 1931 - Mungía, 6 de abril de 2019), más conocido como Sertucha, fue un futbolista español. Jugaba en la posición de defensa. 
Su hermano menor, José Manuel, fue un destacado futbolista en la década de 1960.

## Trayectoria
Sertucha se inició como futbolista en el Sestao Sport Club, con el que debutó en Segunda División en septiembre de 1954. Después de dos temporadas pasó a las filas del CA Osasuna de Primera División. Su gran temporada le valió para incorporarse a las filas del Athletic Club en abril de 1957. El 28 de abril, justo una semana después de haber jugado en San Mamés como visitante, debutó con el Athletic Club en un encuentro de Copa ante el RCD Espanyol. Sin embargo, su etapa en el club rojiblanco no fue la deseada ya que únicamente jugó 21 encuentros, trece de ellos en la temporada 1957-58.
En 1963, después de una temporada en el CD Béjar de Tercera División, se incorporó al Centre d'Esports Sabadell, donde permaneció cinco temporadas y logró el ascenso a Primera División en 1965. Con el equipo arlequinado jugó más de cien encuentros oficiales y fue el capitán en la inauguración, el 20 de agosto de 1967, de la Nova Creu Alta. El 27 de octubre de 1968 fue homenajeado en un encuentro amistoso entre el Sabadell y el Athletic Club. Además, le fue concedida la medalla de plata al mérito deportivo.
En junio de 2012 recibió un homenaje del pueblo de Munguía.

## Clubes
| Club                                  | País   | Año       |
| ------------------------------------- | ------ | --------- |
| Sestao Sport Club                     | España | 1954-1956 |
| CA Osasuna                            | España | 1956-1957 |
| Athletic Club                         | España | 1957-1961 |
| CD Béjar Industrial                   | España | 1962-1963 |
| Centre d'Esports Sabadell Futbol Club | España | 1963-1968 |

## Palmarés
| Título                | Club          | País   | Año  |
| --------------------- | ------------- | ------ | ---- |
| Copa del Generalísimo | Athletic Club | España | 1958 |